# Хофтун, Эрик
Э́рик Хо́фтун (норв. Erik Hoftun; род. 3 марта 1969, Хюрксетерёра, Сёр-Трёнделаг) — норвежский футболист, с 1997 по 2002 год игрок сборной Норвегии. Выступал на позиции центрального защитника и свипера (свободного защитника). Входил в тренерский штаб клуба «Русенборг».

## Карьера

### Клубная
Хофтун начал свою профессиональную карьеру в «Хемне», затем в 1992 году перешёл в «Мольде». В 1994 году он подписывает контракт с «Русенборгом». В этом клубе Хофтун провёл 12 сезонов (с 1994 по 2005), 11 раз выиграл Типпелигу, 3 раза стал обладателем Кубка Норвегии. В эти годы он был ключевым игроком в обороне «Русенборга» как в чемпионате Норвегии, так и в Лиге Чемпионов. В Лиге Чемпионов Хофтун провёл в сумме 82 матча. В 2005 году Хофтун перешёл в клуб «Будё-Глимт», где в 2007 году завершил карьеру.

### В сборной
За сборную Норвегии Хофтун провёл 30 матчей с 1997 по 2002 годы. Был включён в состав сборной на Чемпионате мира 1998 года. Также принимал активное участие в отборочном цикле Чемпионата Европы 2000, сыграв в шести матчах из десяти.

### Тренерская
В ноябре 2007 года Хофтун вернулся обратно в «Русенборг». Он занял должность спортивного директора в администрации клуба, на которой проработал до 2015 года. С 2015 года, входит в тренерский штаб норвежского клуба «Русенборг».
В 2023 году стал управляющим директором спортивной организации no:Norsk Toppfotball. Проживает в Тронхейме.

## Характеристика игрока
В свои годы Хофтун был одним из лучших защитников на Скандинавских островах. Обладая великолепными оборонительными качествами, он мог помочь команде и в нападении. Недостаток скорости считался самым главным недостатком футболиста, хотя Хофтун старался компенсировать эту слабость при помощи большого опыта и потрясающего понимания игры. В 2004 году выпуск официального журнала Лиги чемпионов УЕФА Champions Magazine занёс Хофтуна в список 250 лучших европейских игроков за всю историю. В списке он находился под номером 86, и комментарий судей был такой:
Защитник Русенборга и сборной Норвегии, легендарный футболист на родине. Он регулярно выступает за свой клуб, что выражается в его 74 играх в Лиге чемпионов с 1995 года.

## Остановка сердца
24 июля 2007 года Хофтун играл матч за клуб «Будё-Глимт». В борьбе за мяч он получил от игрока соперников удар коленом в грудь, после чего у Хофтуна произошла остановка сердца. Врач команды немедленно выбежал на поле и вернул его к жизни. Из-за быстрой реакции доктора жизнь футболиста была спасена.

## Статистика

### Выступления за клубы
| Сезон | Клуб       | Лига            | Матчи | Голы |
| ----- | ---------- | --------------- | ----- | ---- |
| 1988  | Хемне      | Третий Дивизион | ?     | ?    |
| 1989  | Хемне      | Третий Дивизион | ?     | ?    |
| 1990  | Хемне      | Третий Дивизион | ?     | ?    |
| 1991  | Хемне      | Третий Дивизион | ?     | ?    |
| 1992  | Мольде     | Типпелига       | 22    | 1    |
| 1993  | Мольде     | Типпелига       | 22    | 4    |
| 1994  | Русенборг  | Типпелига       | 21    | 3    |
| 1995  | Русенборг  | Типпелига       | 26    | 0    |
| 1996  | Русенборг  | Типпелига       | 26    | 0    |
| 1997  | Русенборг  | Типпелига       | 26    | 2    |
| 1998  | Русенборг  | Типпелига       | 23    | 2    |
| 1999  | Русенборг  | Типпелига       | 26    | 1    |
| 2000  | Русенборг  | Типпелига       | 22    | 2    |
| 2001  | Русенборг  | Типпелига       | 24    | 1    |
| 2002  | Русенборг  | Типпелига       | 25    | 2    |
| 2003  | Русенборг  | Типпелига       | 24    | 0    |
| 2004  | Русенборг  | Типпелига       | 26    | 0    |
| 2005  | Русенборг  | Типпелига       | 10    | 1    |
| 2005  | Будё-Глимт | Типпелига       | 13    | 0    |
| 2006  | Будё-Глимт | Первый Дивизион | 16    | 1    |
| 2007  | Будё-Глимт | Первый Дивизион | 27    | 1    |

### Матчи Хофтуна за сборную Норвегии
| Матчи Хофтуна за сборную Норвегии | Матчи Хофтуна за сборную Норвегии | Матчи Хофтуна за сборную Норвегии | Матчи Хофтуна за сборную Норвегии | Матчи Хофтуна за сборную Норвегии | Матчи Хофтуна за сборную Норвегии   |
| --------------------------------- | --------------------------------- | --------------------------------- | --------------------------------- | --------------------------------- | ----------------------------------- |
| №                                 | Дата                              | Соперник                          | Счёт                              | Голы Хофтуна                      | Соревнование                        |
| 1                                 | 25 января 1997                    | Австралия                         | 0:1                               | —                                 | Товарищеский матч                   |
| 2                                 | 8 октября 1997                    | Колумбия                          | 0:0                               | —                                 | Товарищеский матч                   |
| 3                                 | 25 марта 1998                     | Бельгия                           | 2:2                               | —                                 | Товарищеский матч                   |
| 4                                 | 27 мая 1998                       | Саудовская Аравия                 | 6:0                               | —                                 | Товарищеский матч                   |
| 5                                 | 19 августа 1998                   | Румыния                           | 0:0                               | —                                 | Товарищеский матч                   |
| 6                                 | 6 сентября 1998                   | Латвия                            | 1:3                               | —                                 | Чемпионат Европы 2000 (отбор)       |
| 7                                 | 10 октября 1998                   | Словения                          | 2:1                               | —                                 | Чемпионат Европы 2000 (отбор)       |
| 8                                 | 14 октября 1998                   | Албания                           | 2:2                               | —                                 | Чемпионат Европы 2000 (отбор)       |
| 9                                 | 18 ноября 1998                    | Египет                            | 1:1                               | —                                 | Товарищеский матч                   |
| 10                                | 20 января 1999                    | Израиль                           | 1:0                               | —                                 | Товарищеский матч                   |
| 11                                | 22 января 1999                    | Эстония                           | 3:3                               | —                                 | Товарищеский матч                   |
| 12                                | 28 апреля 1999                    | Грузия                            | 4:1                               | —                                 | Чемпионат Европы 2000 (отбор)       |
| 13                                | 20 мая 1999                       | Ямайка                            | 6:0                               | —                                 | Товарищеский матч                   |
| 14                                | 30 мая 1999                       | Грузия                            | 1:0                               | —                                 | Чемпионат Европы 2000 (отбор)       |
| 15                                | 5 июня 1999                       | Албания                           | 2:1                               | —                                 | Чемпионат Европы 2000 (отбор)       |
| 16                                | 18 августа 1999                   | Литва                             | 1:0                               | —                                 | Товарищеский матч                   |
| 17                                | 4 сентября 1999                   | Греция                            | 1:0                               | —                                 | Чемпионат Европы 2000 (отбор)       |
| 18                                | 8 сентября 1999                   | Словения                          | 4:0                               | —                                 | Чемпионат Европы 2000 (отбор)       |
| 19                                | 9 октября 1999                    | Латвия                            | 2:1                               | —                                 | Чемпионат Европы 2000 (отбор)       |
| 20                                | 14 ноября 1999                    | Германия                          | 0:1                               | —                                 | Товарищеский матч                   |
| 21                                | 29 марта 2000                     | Швейцария                         | 2:2                               | —                                 | Товарищеский матч                   |
| 22                                | 26 апреля 2000                    | Бельгия                           | 0:2                               | —                                 | Товарищеский матч                   |
| 23                                | 16 августа 2000                   | Финляндия                         | 1:3                               | —                                 | Чемпионат Северной Европы 2000—2001 |
| 24                                | 2 сентября 2000                   | Армения                           | 0:0                               | —                                 | Чемпионат мира 2002 (отбор)         |
| 25                                | 25 апреля 2001                    | Болгария                          | 2:1                               | —                                 | Товарищеский матч                   |
| 26                                | 2 июня 2001                       | Украина                           | 0:0                               | —                                 | Чемпионат мира 2002 (отбор)         |
| 27                                | 6 июня 2001                       | Беларусь                          | 1:1                               | —                                 | Чемпионат мира 2002 (отбор)         |
| 28                                | 15 августа 2001                   | Турция                            | 1:1                               | —                                 | Товарищеский матч                   |
| 29                                | 27 марта 2002                     | Тунис                             | 0:0                               | —                                 | Товарищеский матч                   |
| 30                                | 17 апреля 2002                    | Швеция                            | 0:0                               | —                                 | Товарищеский матч                   |

Итого: 30 матчей / 0 голов; 12 побед, 13 ничьих, 5 поражений.